# NGC 3123
NGC 3123 é uma estrela na direção da constelação de Sextans. O objeto foi descoberto pelo astrônomo Sydney Coolidge em 1859, usando um telescópio refrator com abertura de 15 polegadas. 